# Gleagle

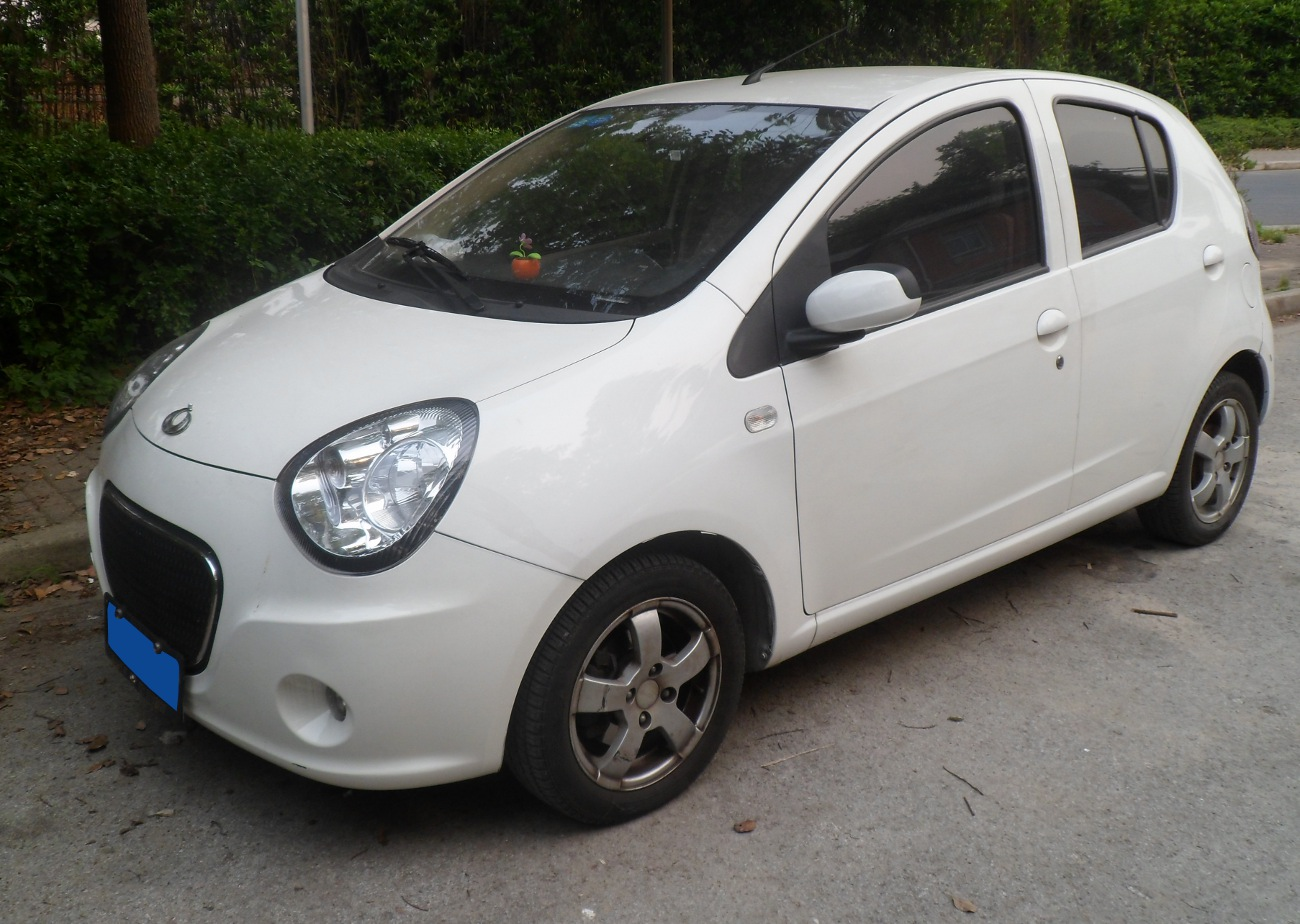
Gleagle Panda

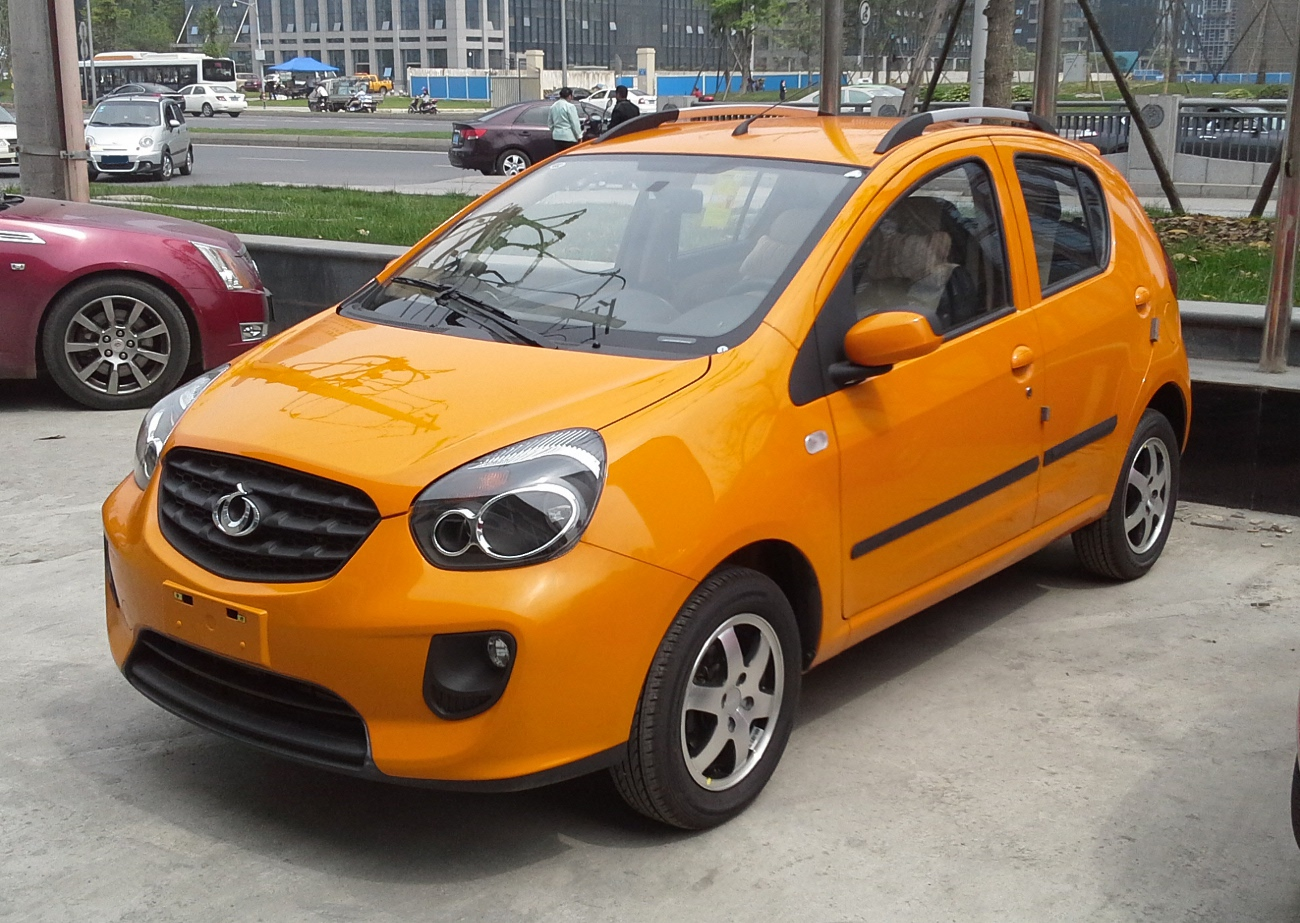
Gleagle GX2

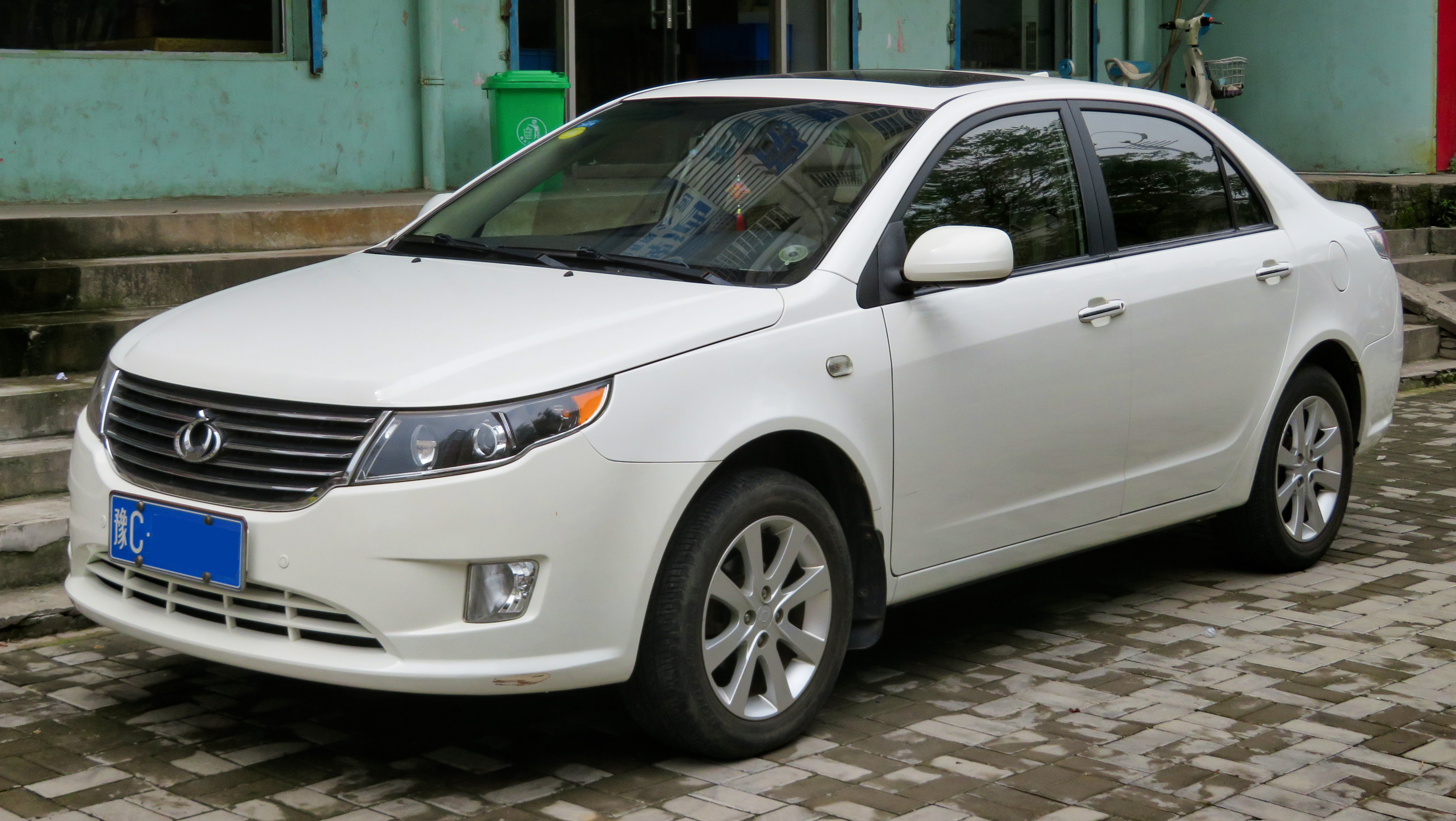
Gleagle GC7

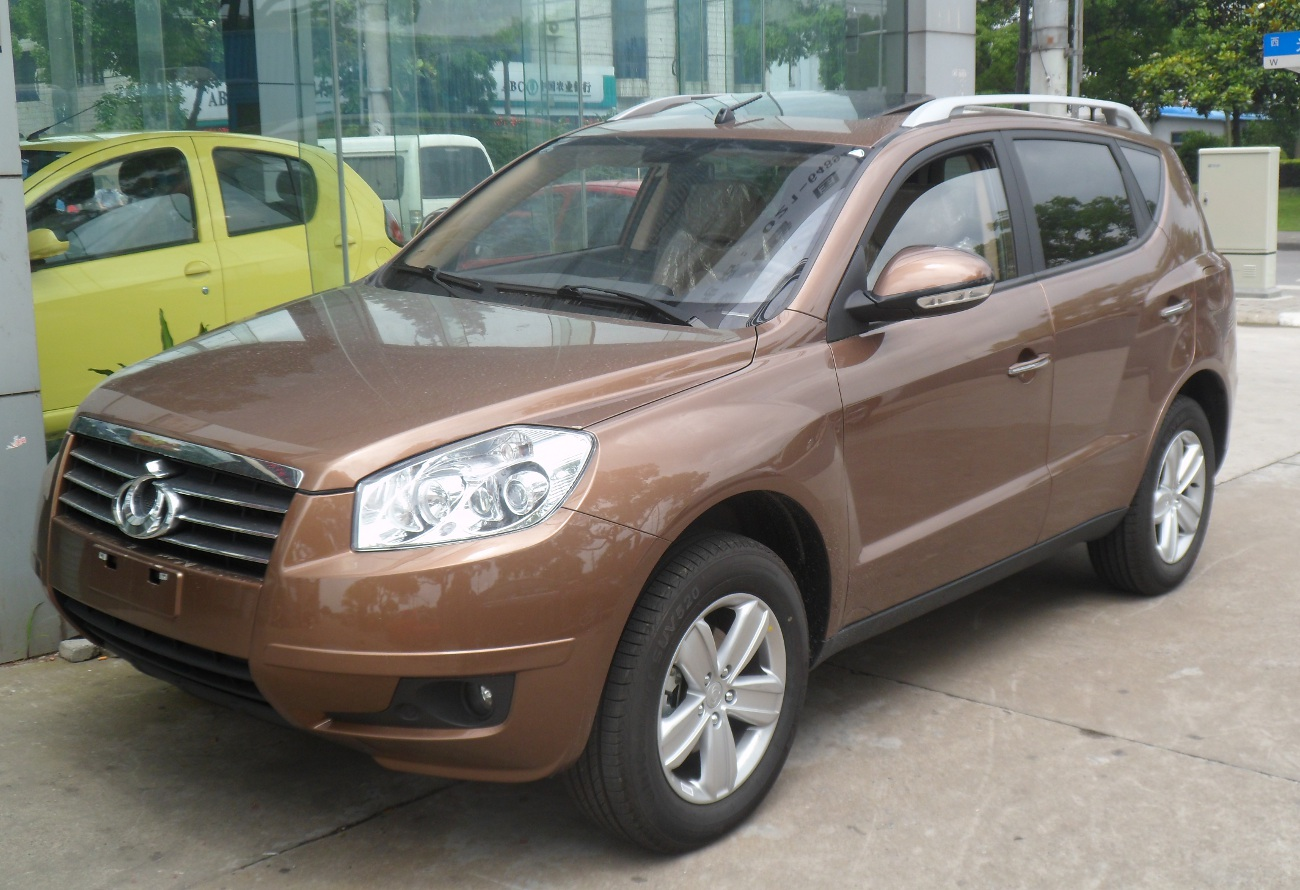
Gleagle GX7

Gleagle, Eigenschreibweise gelegentlich GLEagle, kurz für Global Eagle, war eine Automarke aus der Volksrepublik China. In den jährlichen Mitteilungen des Konzerns findet sich auch die Schreibweise Glealge.

## Markengeschichte
Der Geely-Konzern aus Hangzhou führte diese Marke Ende 2008 für Automobile ein. Die weiteren Marken Englon und Emgrand folgten im Juni bzw. Juli 2009. 2014 verkündete Geely, diese drei Marken auslaufen zu lassen und wieder alle Fahrzeuge unter der Marke Geely zu vertreiben. 2015 war diese Umstrukturierung noch im Gange und 2016 abgeschlossen.

## Fahrzeuge
Das erste Modell war der Panda, der auf dem Geely Panda basierte.
2010 wurden Panda, GX2, Free Cruiser und Vision angeboten.
2011 kamen GC7 und GX7 dazu.
Für 2012 ist das gleiche Sortiment überliefert.

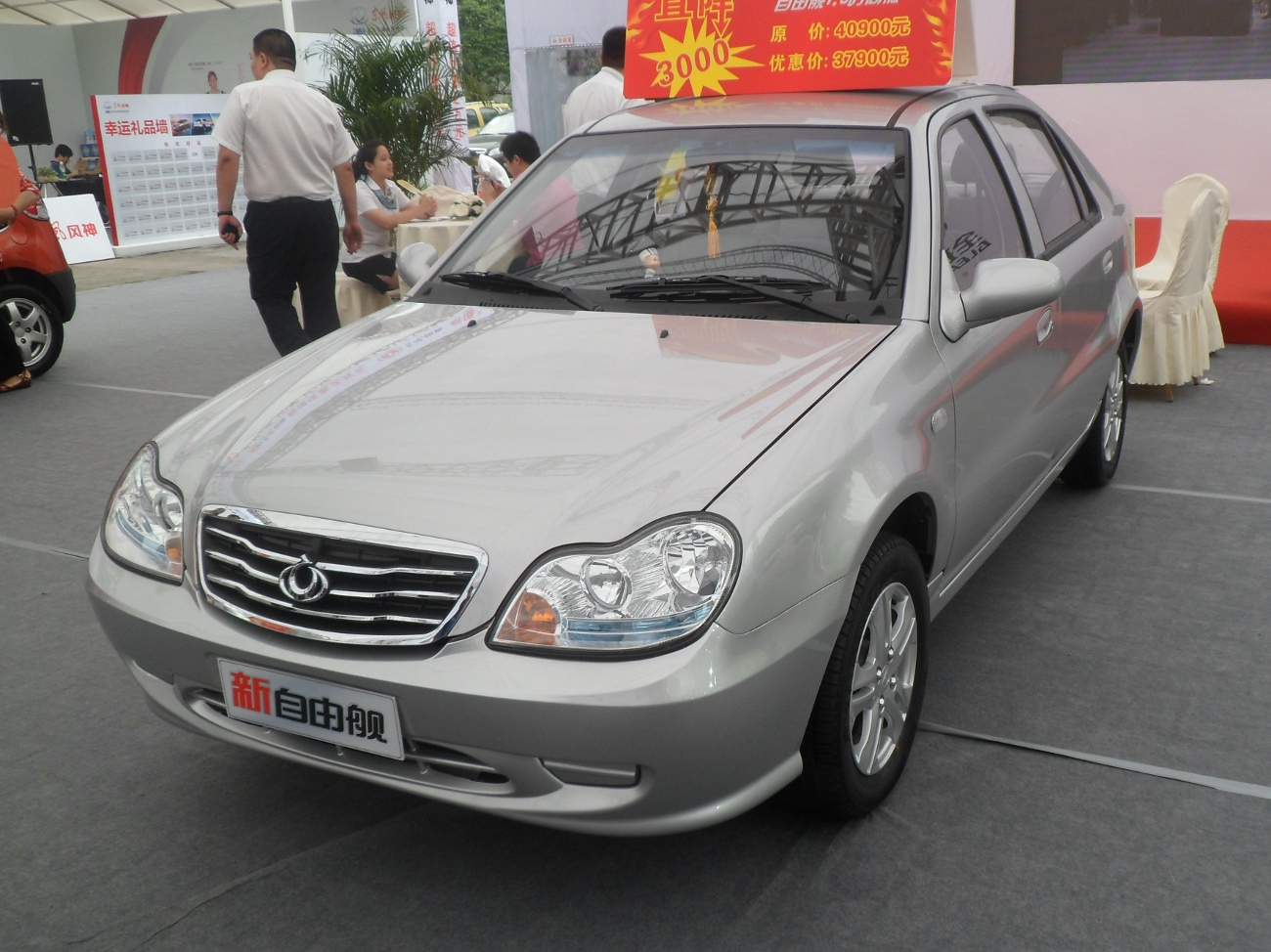
Gleagle Ziyoujian
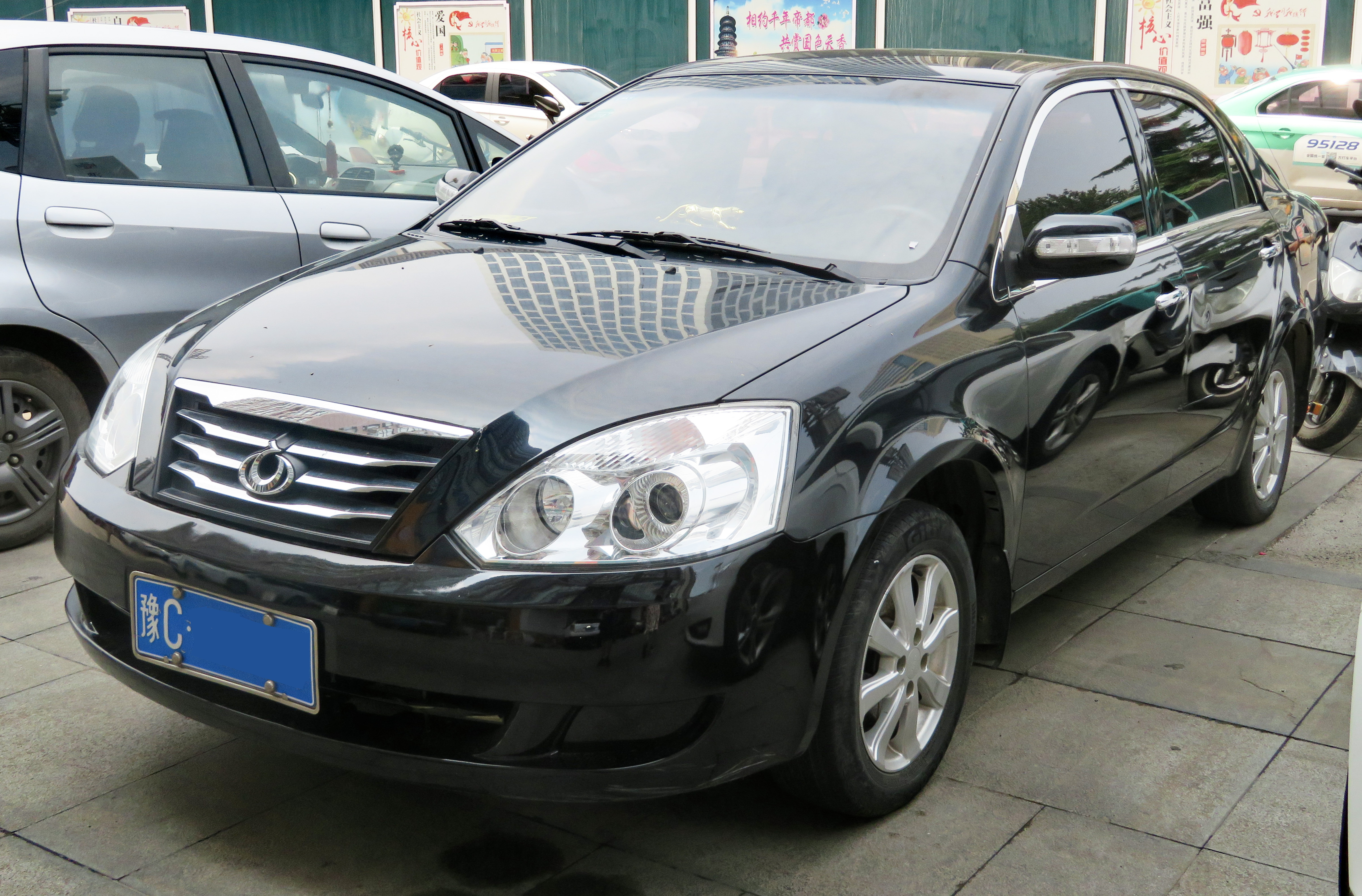
Gleagle Yuanjing

## Statistik
2009 wurden über 28.000 Fahrzeuge verkauft. Im Folgejahr stieg die Zahl auf 199.198. 2011 waren es noch 177.730. 2012 blieb die Verkaufszahl mit 176.999 Fahrzeuge nahezu gleich. Für die weiteren Jahre sind keine Zahlen bekannt.
Ende 2010 hatte diese Marke 363 Autohäuser in China. Ein Jahr später waren es 336 und im nächsten Jahr 324.